# Villa de Otura
Villa de Otura er en by og kommune i det sydøstlige Spanien i provinsen Granada. Den har et indbyggertal på 7.606 (2024) indbyggere.